# Lactarius torminosulus
Lactarius torminosulus är en svampart som tillhör divisionen basidiesvampar, och som beskrevs av Knudsen och T. Borgen. Lactarius torminosulus ingår i släktet riskor, och familjen kremlor och riskor. Arten är reproducerande i Sverige.